# La casa che non voleva morire
La casa che non voleva morire è un film televisivo del 1970 diretto da John Llewellyn Moxey e tratto dal romanzo Ammie, Come Home di Barbara Michaels.

## Trama
Ruth Bennett si trasferisce con la nipote Sara in una casa di campagna ereditata da un lontano parente. Fin da subito si manifestano nella casa strani fenomeni paranormali e Sara viene anche posseduta da uno spirito...

## Curiosità
Il film fu trasmesso per la prima volta in Italia in TV su Rai 2 il 9 novembre 1978 nella rassegna horror settimanale Sette storie per non dormire, della quale facevano parte anche altri sei titoli: Natale con i tuoi (1972), La vendetta (1971), Che succede al povero Allan? (1970), Hello Lola (1976), In piena luce (1971) e il celebre Trilogia del terrore (1975). Successivamente fu trasmesso da Italia 1 in seconda serata, il 2 dicembre 1984, all'interno del ciclo Appuntamento con il brivido. È stato editato in DVD nel 2012 dall'etichetta Golem Video con il doppiaggio italiano dell'epoca.